# Lejb-Gwardyjski Preobrażeński Pułk
Lejb-Gwardyjski Preobrażeński Pułk Jego Wysokości (ros. Лейб-гвардии Преображенский Его Величества полк) – pułk piechoty Imperium Rosyjskiego, sformowany w 1687 za panowania cara Piotra I Wielkiego.
Lejb-Gwardyjski Preobrażeński Pułk brał udział w działaniach zbrojnych epoki napoleońskiej, a także okresu I wojny światowej. Wielokrotnie przemianowywany, głównie po zmianach na stanowisku dowódcy pułku, rozformowany w 1918.

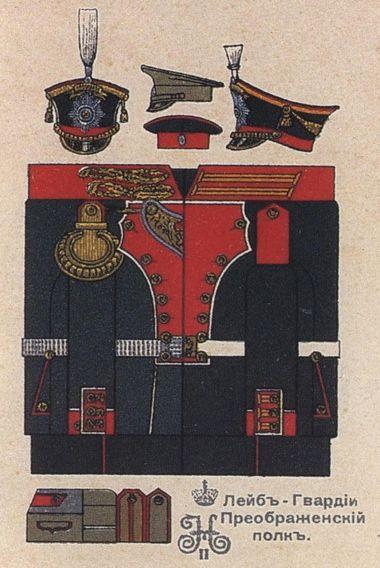
Mundur (1910)

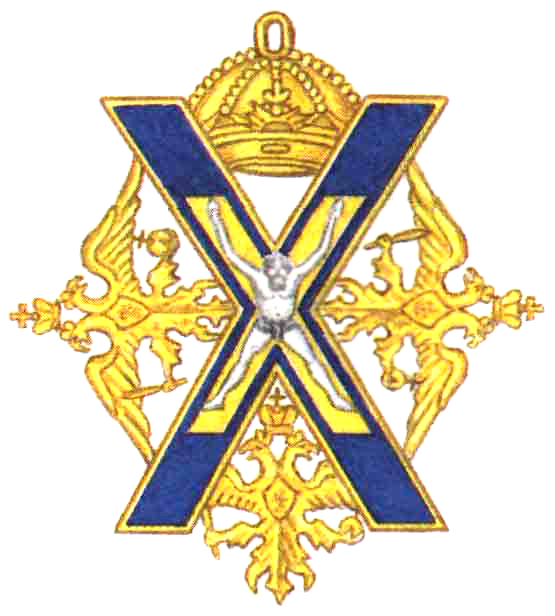
Odznaka pułku

Święto pułkowe: 6 sierpnia. Dyslokacja w 1914: Petersburg. Kompleks koszar pułku przy ul. 4 Artyleryjskiej, następnie Kirocznej, powstał w latach 1801-1807. Świątynią pułkową był sobór Przemienienia Pańskiego w Petersburgu.